# Врница
Врница (алб. Vërmicë) је насеље у општини Вучитрн на Косову и Метохији. Према попису становништва на Косову 2011. године, село је имало 612 становника, већину становништва чине албанци..

## Географија
Село је у подножју Чичавице, на Брусничкој реци, на 1 км југозападно од њеног ушћа у Ситницу. Разбијеног је типа. Дели се на Доњу Врницу и Горњу Врницу. Доња Врница је на окупу, а од Горње Врнице има неколико издвојених кућа ниже села. Удаљење између Д. и Г. Врнице износи 1 км. На подручју села налази се место Селиште, чији остаци датирају из 2. века и 5. века, налази се на листи споменика културе на Косову.

## Порекло становништва по родовима
Подаци о броју кућа и пореклу становништва су из 1934. године.
Српски родови:
- Крсмановићи (5 к. Св. Петка). Пресељени око 1800. из Ресника, где су се доселили из Чечева у Ибарском Колашину. Даљом старином су од Бјелопавлића.
- Зупчани (3 к. Св. Петка). Пресељени из Зупча у Ибарском Колашину средином 19. века на позив Крсмановића.
- Касаловићи (3 к. Св. Петка). Потичу од Зупчана, од којих су се оделили у Врници.
- Дробњаци (11 к. Ђурђевдан). Из Букоша, где су живели 44 година, преселили се 1875. на позив Крсмановића и претка арбанашког рода Бековића, Емина Беке, који им је у Букошу био комшија, на купљено имање.
- Ковачани (1 к.Св. Врачи). Преселили се из Сливовице 1908. У Сливовицу су се доселили из Ковачице (Копаоничка Шаља), а пореклом су из Црне Горе.

У Врници су живели и Срби Ђурићи који су ту били досељени из Ибарског Колашина. Иселили се у Топлицу по њеном ослобођењу.
Арбанашки родови:
- Бековић (4 к.), од фиса Гаша. Преселили се из Букоша мало пре Дробњака. У Букош су се доселили око 1830. из Малесије, јер су чули да на Косову има много земље. – Буњак (1 к.), од фиса Краснића. Досељен из Малесије пре Бековића.
- Сврачали (3 к.), од фиса Гаша. Досељен 1878. као мухаџир из Сварче у Топлици.

Поарбанашени турски род је – Бангел (4 к.). Досељен је око 1890. од истоименог рода у В. Кичићу, који је ту пресељен из Трепче.
Колонисти и аутоколонисти:
- Грујићи (2 к.). Досељени 1914. из Мердара у Топлици на купљено. Пореклом су из Братоножића.
- Белојевић (1 к.). Досељен 1914. из Бјелопавлића у Вучитрн, одакле се преселио 1920.
- Распоповић (1 к.), – Бешић (1 к.) и – Шарановић (1 к.) 1920. из Бјелопавлића.
- Милошевић (1 к.) 1920. из Лијеве Ријеке (Васојевићи).
- Калезић (1 к.) 1929. из Даниловграда.

У селу су 1934. биле 4 куће Рома Габеља које су ту биле „одавно“ настањене.

## Демографија
| Демографија | Демографија | Демографија |
| Година      | Становника  | Становника  |
| ----------- | ----------- | ----------- |
| 1948.       | 342         |             |
| 1953.       | 364         |             |
| 1961.       | 391         |             |
| 1971.       | 330         |             |
| 1981.       | 331         |             |
| 1991.       | 388         |             |
| 2011.       | 391         |             |

### Становништво по националности
| Националност | Број | %     |
| Албанци      | 612  | 99.80 |
| Бошњаци      | 1    | 0.20. |